# Blaulicht: Die Butterhexe
Die Butterhexe ist ein deutscher Kriminalfilm von Hans Joachim Hildebrandt aus dem Jahr 1960. Das Fernsehspiel erschien als 8. Folge der Filmreihe Blaulicht.
Die Erstausstrahlung erfolgte am 28. Juli 1960. Wiederholungen unter dem Titel „Der Rentnerschreck“ – ohne den Hinweis auf die „Blaulicht“-Serie – erfolgten am 13. und 19. Juli 1961.

## Handlung
In der Nachkriegszeit häuften sich seit 1950 Hinweise über eine raffinierte Trickdiebin, die sich auf alte Frauen und Männer in West-Berlin spezialisiert hatte. Die von der dortigen Polizei gesuchte, unbekannte Frau wurde zunächst nur durch zahlreiche, reißerisch aufgemachte Artikel West-Berliner Zeitungen als „Rentnerschreck“ bekannt. Die Boulevardpresse titelte mit Schlagzeilen wie „Ein Phantom geistert durch die Stadt“ oder „Butterhexe mit hypnotischen Kräften“. 
Diese Beschreibungen der Verbrecherin waren jedoch „absolut widersinnig, denn in der Weise erschien diese Frau nicht in der Öffentlichkeit“. Stattdessen trat sie als völlig harmlose, freundlich erscheinende Dame auf alte Leute zu, denen sie sich als „Fürsorgerin“ vom Sozialamt vorstellte. Als scheinbar liebenswürdige und einfühlsame Person unterhielt sie sich mit ausgesuchten Opfern, stellte den Großmüttern und Großvätern sachkundige Fragen zu deren Lebensverhältnissen und konnte den Betroffenen in der Folge etwas „Erfreuliches“ mitteilen - unter anderem übergab sie den alten Leuten ein Stück Butter als angebliche Sonderzuteilung des Senats, was ihr den Namen "Butterhexe" in der Presse eingebracht hatte. Gleichzeitig wird damit suggeriert, dass in der DDR Butter leichter erhältlich und billiger ist als im Westen, wo sich die alten Leute mit ihren kleinen Renten nur Margarine leisten können. Auch sonst spielt der Film auf die angeblich schlechteren Verhältnisse im Westen an, wenn etwa eine alte Dame klagt, sie könne sich von ihrer Rente nicht genügend Kohlen leisten oder wenn es heißt, dass die Wohnungsknappheit groß sei und immer wieder Verbrechen vorkämen. 
Mit dieser Methode erschlich sie sich das Vertrauen der alten Leute, um diese endlich schamlos zur eigenen Bereicherung auszunutzen. Doch der Polizei in den Westsektoren Berlins gelang es nicht, die Öffentlichkeit vor der Kriminellen zu schützen. Gleichzeitig wird das Privatleben der durch den Krieg verwitweten Frau gezeigt: Ihr Lebensgefährte ist spielsüchtig und verlangt immer wieder Geld von ihr - unverhohlen droht er, sie zu verlassen, wenn sie ihm keines mehr gibt und macht ihr klar, dass sie nicht zuletzt aufgrund ihres Sohnes keinen neuen Partner mehr finden wird. Es gelingt der Frau nicht, sich aus dieser Abhängigkeit zu lösen, gleichzeitig ist sie mit der Erziehung ihres "arbeitsscheuen" und undisziplinierten Sohnes überfordert, der auf die schiefe Bahn zu geraten droht und nebenher auch immer wieder Geld von ihr fordert. 
Nachdem die „Butterhexe“ ihrer Meinung nach das West-Berliner Gebiet nun genug „bearbeitet“ hatte, erkor sie – noch vor dem Mauerbau der DDR – Ostberlin zu ihrem neuen Betätigungsfeld. Dort jedoch wurde nach den ersten gemeldeten Fällen sofort eine zentrale Fahndung eingeleitet, zusätzlich die Bevölkerung über die Vorgehensweise der Betrügerin informiert. Schließlich konnte die „Butterhexe“ aus Berlin-Biesdorf im Januar 1955 durch gezielte kriminaltechnische Ermittlungen der Polizei im Ostsektor der Großstadt festgenommen werden.